# Каменный век в Южной Азии
Каменный век в Южной Азии включает, как и в Европе, палеолит, мезолит и неолит.
Свидетельства наиболее раннего обитания в Южной Азии современного человека, Homo sapiens, обнаружены в пещерах Батадомбалена и Белилена на Шри-Ланке. В Мергархе — ныне западный Пакистан — неолит начался около 7000 г. до н. э. и закончился около 3300 г. до н. э., когда вместе с хараппской цивилизацией туда пришёл ранний бронзовый век. В южной Индии, напротив, мезолит продолжался долго, до 3000 года до н. э., а неолит — до 1400 года до н. э., за чем последовал мегалитический период перехода к железному веку, с пропуском бронзового. Железный век начался примерно одновременно на севере и юге Индостана около 1200—1000 гг. (культура расписной серой керамики, Халлур).

## Нижний и средний палеолит
В долине реки Нармада был обнаружен череп близкий к яванскому Homo erectus, но более прогрессивный. Описан как подвид Homo erectus narmadiensis в 1985 году. Датировка — более 236 тыс. л. н. (минимальная дата).
В местонахождении Одаи (штат Тамилнад) были найдены останки пятимесячного ребёнка, которые относят либо к виду Homo erectus, либо — к ранним Homo sapiens. Феррикреты (железные панцири) на побережье штата Керала и похожие на них феррикреты в Одаи датируются возрастом 187 тыс. лет.
В плейстоцене человек прямоходящий проживал на плато Потхар в верхнем Пенджабе, а также вдоль реки Соан близ Равалпинди. Находки так называемой соанской культуры (названной по реке) встречаются в регионе Сивалик, расположенном на рубеже современных Индии, Непала и Пакистана.
В местонахождении Джвалапурам (en:Jwalapuram) на юге Индии перерыва в археологических культурах, синхронного извержению Тоба 74 тыс. лет назад), не наблюдается. В долине реки Сон в индийском штате Мадхья-Прадеш каменная индустрия Леваллуа в местонахождении Дхаба (Dhaba locality) оставалась неизменной в период с 79,6 ± 3,2 тыс. л. н. до 65,2 ± 3,1 тыс. л. н. даже после извержения вулкана Тоба. Каменная индустрия Дхабы сильно напоминает каменные орудийные комплексы Африки (африканский средний каменный век (MSA)), Аравии, а также самые ранние артефакты Австралии. Технология Леваллуа отсутствует в Дхабе выше слоя E, датируемого возрастом 47,5 ± 2,0 тыс. л. н. Около 48 тыс. л. н. в Дхабе появилась микролитическая технология.

## Верхний палеолит
Анализ мтДНК показывает, что Homo sapiens мигрировал в Южную Азию около 70—50 тыс. лет назад. Анализ ДНК Y-хромосомы показал, что житель деревни к западу от Мадураи является прямым потомком одного из этих ранних мигрантов. В дальнейшем мигранты расселились далее в Юго-Восточной Азии, достигнув Австралии около 40 тыс. лет назад. В пещерах Шри-Ланки обнаружены наиболее ранние следы человека современного типа в Южной Азии, датируемые около 34 тыс. лет назад (Kennedy 2000: 180).
Находки в Белане на юге штата Уттар-Прадеш датируются радиоуглеродным методом около 18—17 тыс. лет назад. Также известны образцы палеолитического наскального искусства.
В пещерах Бхимбетка люди жили в верхнем палеолите (10—8 тыс. до н. э.) — в них обнаружены настенные рисунки, датируемые около 7000 г. до н. э. В пакистанских регионах Сивалик и Потвар (en:Potwar) найдено большое количество останков позвоночных животных и палеолитических орудий, которые изготавливались в то время из шерта, яшмы и кварцита.

## Мезолит
Технологии, характерные для мезолита, в Южной Азии встречались прежде всего на Шри-Ланке, где довольно рано появились микролиты (30 тыс. л. н.), началась расчистка местности под сельскохозяйственные культуры. Вместе с тем, в местном хозяйстве продолжали доминировать охота и собирательство, жилища были сезонными.
В Южной Индии мезолит сохранялся очень долго, параллельно с бронзовым веком в Северной Индии, вплоть до прихода туда носителей металлургических технологий с севера.
Самое раннее обнаружение в Южной Азии человеческих скелетов, связанных с мезолитическими культурными материалами, произошло в 1880—1881 годах в Махара Пахаре, Уттар-Прадеш (Индия). За целый век, прошедший с даты исследования Карллейла, мезолитические скелетные записи значительно увеличились. Сегодня скелетные биологи могут обратиться к исследовательским материалам из Южной Азии, которые по размеру и качеству сохранности соизмеримы с мезолитическими сериями из Европы, Африки и Леванта. Коллекции из Южной Азии можно датировать во временном диапазоне, простирающемся от времени конца плейстоцена ок. 12 000 лет до нашей эры В Лангнадже 11 из 14 скелетов происходят из слоя мезолита.
Полный молочный зубной ряд был раскопан на месте мезолитическом местонахождении мезолитической озерной культуры Дамдама (8800-8600 лет до н. э.) на Гангской равнине. Лангнадж (Langhnaj) в Гуджарате на западе Индии и Махадаха (Mahadaha) в восточной Индии — два позднемезолитических мест охоты и собирательства. К эпохе мезолита относятся памятники Багор в Раджастане и Адамгарх в Мадхья-Прадеше. Период позднего мезолита в Индии ознаменовался появлением земледелия в Хараппе.

## Неолит
Одним из наиболее ранних неолитических памятников в Индии является Лахурадева (en:Lahuradewa) в средней части Ганга. Он датируется радиоуглеродным методом около 7 тыс. лет до н. э.. Недавно был обнаружен ещё один памятник (условное название Джхуси, en:Jhusi) близ слияния рек Ганг и Ямуна, неолитические слои которого датируются около 7100 года до н. э..
Докерамический неолит (Мергарх I, Белуджистан, Пакистан, также известный как «ранняя эра пищевого производства») продолжался примерно с 7000 по 5500 год до н. э. Керамический неолит продолжался до 3300 года до н. э., его пережитки наблюдались в ранний период существования Хараппской цивилизации медного и раннего бронзового века.
В Южной Индии неолит начался не ранее 3000 г. до н. э. и продолжался примерно до 1400 г. до н. э. Археологические раскопки показывают, что Южная часть Индии была заселена людьми дольше всего (особенно Тамил Наду). В Адичаналлуре, в 24 км от Тирунелвели, археологи из Археологической комиссии Индии обнаружили 169 глиняных урн, содержавших человеческие черепа, скелеты и кости, а также шелуху и зёрна риса, обугленный рис и неолитические топоры-кельты, что позволило отнести захоронения в урнах к неолитическому периоду. Они датируются около 3800 лет назад.
Неолит Южной Индии характеризуется курганными погребениями с трупосожжением начиная с 2500 г. в регионе Андхра-Карнатака, которые постепенно распространяются в Тамил Наду. Сравнительные раскопки, проведённые в Адичаналлуре в округе Тхирунелвели и в Северной Индии, выявили свидетельства миграции в южном направлении местной мегалитической культуры Наиболее раннее явное свидетельство присутствия мегалитических урновых погребений относится примерно к 1000 г. до н. э., обнаружено в нескольких местах в штате Тамил Наду, и главным образом в Адичаналлуре, в 24 км от Тирунелвелли, где археологи обнаружили 12 урн с надписями письмом брахми на тамильском языке.

## Переход к эпохе металлов
Бронзовый век в Южной Азии начался около 3000 г. до н. э. (Хараппа 1) на территории современного Пакистана. Его кульминацией стала цивилизация долины Инда в период 2600—1900 гг. до н. э., однако он продолжался и после прихода индоарийских племён (ведийский период). Около 1000 г. до н. э. его сменил индийский железный век.
В Южной Индии, тем временем, сохранялся мезолит вплоть до 2500 г. до н. э. Во 2 тыс. до н. э. могли иметь место культурные контакты между Северной и Южной Индией. Южная Индия не знала бронзового века, а перешла непосредственно к железному через стадию халколита (сочетание медных и каменных технологий). В феврале 2006 г. школьный учитель обнаружил в деревне Сембиан-Кандиюр в штате Тамил Наду каменный топор с надписью письменностью долины Инда, датируемой около 1500 г. до н. э..